# Sidoni Apol·linar
|  | Per a altres significats, vegeu «Sidoni». |

Gai Sol·li Modest Apol·linar Sidoni (llatí: Gaius Sollius Modestus Apollinaris Sidonius; Lugdúnum, 5 de novembre del 431/432 - Augustonèmetum, agost del 481), més conegut com a Sidoni Apol·linar, va ser un escriptor i senador romà, i bisbe de Clarmont d'Alvèrnia. És venerat com a sant per l'Església catòlica. No s'ha de confondre amb Sant Sidoni d'Ais, també venerat al sud de França.

## Biografia
Va néixer el 5 de novembre del 431 o del 432, probablement a la localitat de Lugdúnum (Lió) en una família d'ascendència noble, el seu besavi havia tingut un alt càrrec segons explica Sidoni; el seu avi fou prefecte del pretori de la Gàl·lia el 408, en temps de l'usurpador Constantí III, i fou el primer de la família en esdevenir cristià. El seu pare va ser tribú i un notari o un secretari a les ordres de l'emperador Honori, i amb Valentinià III esdevingué prefecte del pretori de l'Aquitània Prima el 449.
Aparentment fou educat en un lloc famós a l'època, a la mateixa escola que el seu cosí Àlcim Avit. Poc després de complir 20 anys, vers el 452, es casà amb Papianil·la, única filla d'Avit, un nadiu de l'Alvèrnia que fou prefecte d'Arle entre el 439 i el 443. Avit fou un soldat, diplomat i un amant de la natura i la literatura, retirat al seu estat patrimonial d'Avitacum, prop de l'actual Clarmont, després del 451. Tingué dos fills, Ecdici i Agrícola, amb qui Sidoni va viure en termes d'amistat i afecte després de casar-se. Del matrimoni va néixer un fill, Apol·linari, i dues filles, Roscia i Severiana.
A la mort de Petroni Màxim, Avit va ser proclamat emperador a Tolosa i a Bellcaire a finals del 455 i fou acompanyat per Sidoni a Roma. Allà l'escriptor va dedicar un panegíric al seu sogre l'1 de gener del 456. Com a agraïment va rebre com a honor la col·locació d'una estàtua de llautó al Fòrum de Trajà, en l'espai situat entre les dues biblioteques. El regnat d'Avit només durà un any, fou deposat per Ricimer i substituït per Majorià. El nou emperador va creuar els Alps i derrotà els invasors burgundis i capturà Lió, ciutat a la que imposà fortes condiciones i impostos, però ho reconsiderà davant d'un florit panegíric i d'unes elegies realitzats per Sidoni per a Majorià i el seu secretari, Pere, a qui Sidoni anomena el seu mecenes. A més, Sidoni obtingué, potser més tard, el càrrec de comes palatinus.
El 460, quan l'emperador tenia la seva cort a Arle estigué envoltat dels literats més eminents de la Gàl·lia, entre els quals es distingí Sidoni gràcies a un poema enaltint el llibre del secretari Pere. Del 461 al 465 Sidoni sembla que va viure retirat de la vida pública, però dedicant gran part del seu temps com a terratinent a Avitacum, unes terres que heretà a través de la seva dona a la mort d'Avit, i les quals descriu de forma entusiasta en una carta escrita en l'estil de Plini al seu amic Domici. La descripció de la casa i els terrenys és agradable i pintoresca, parlant dels arbres i el sotabosc, les fonts i les cascades.
Després de la caiguda de Majorià, Sidoni va donar suport al rei dels visigots Teodoric II, i després de l'assassinat d'aquest esperava veure renéixer l'imperi durant el consolat d'Antemi (467-472). Va anar a Roma i elogià amb un panegíric el segon consolat d'aquest nou emperador l'1 de gener del 468, i esdevingué prefecte de la ciutat. Vers el 470 va tornar a la Gàl·lia, i en contra dels seus desitjos va ser elegit bisbe dels arverns, a Clarmont d'Alvèrnia, que havia quedat amb la seu vacant. Fou escollit perquè era l'únic capaç de mantenir el poder romà davant dels atacats d'Euric, el successor de Teodoric. Amb el general Ecdici, resistí l'exèrcit bàrbar fins que va caure Clarmont el 474 abandonada per Roma. Fou presoner d'Euric durant un temps, i més tard es va veure exposat als atacs i calúmnies de dos sacerdots de la seva diòcesi. Finalment, va tornar a Clarmont, on va morir el 21 d'agost del 481 o més tard, alguns la situen el 484.

## Obra

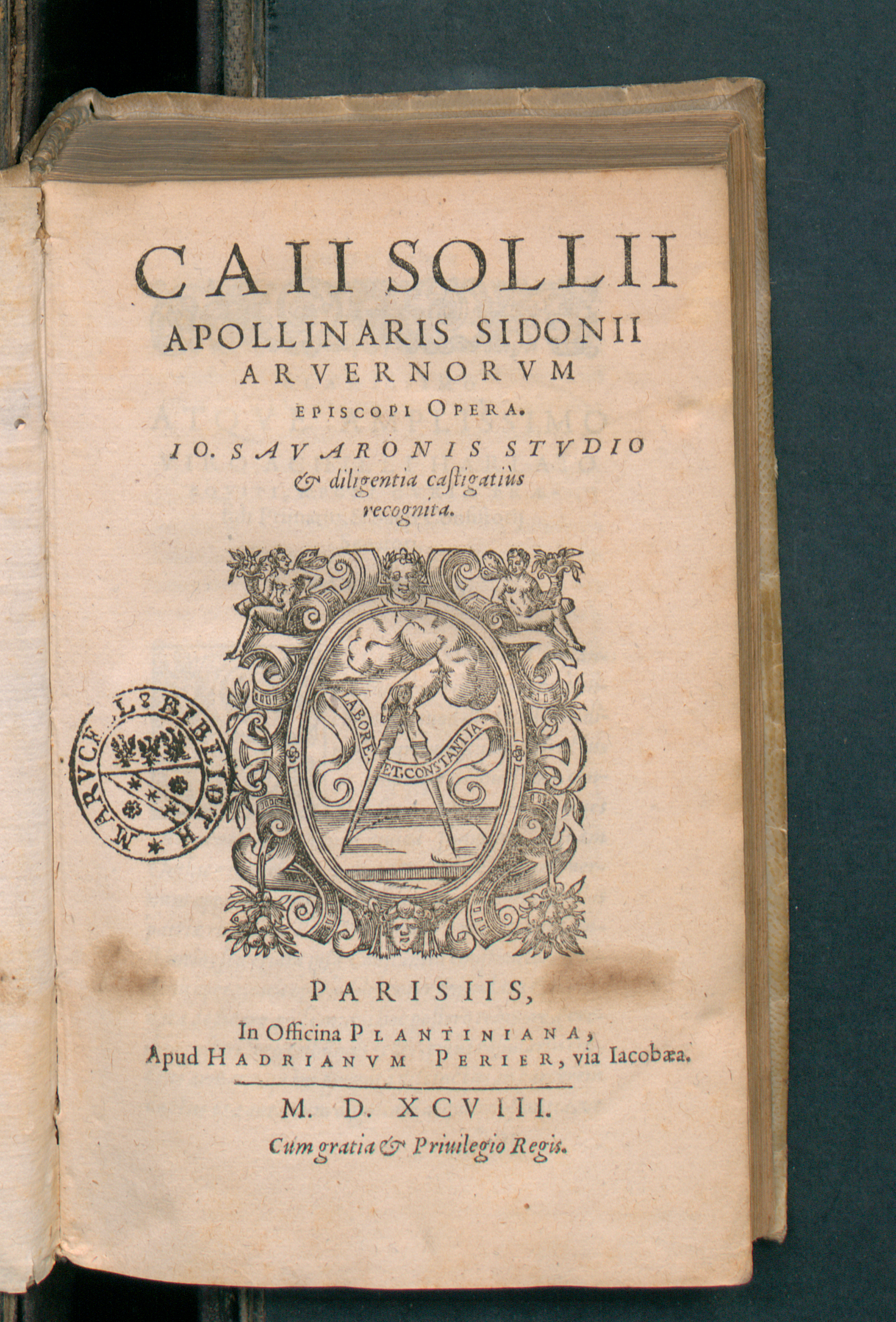
Opera, 1598

La seva obra es divideix en dos grups: composicions poètiques i cartes. Sidoni va voler unir el servei a Crist i a l'Imperi. Fou el darrer representant de la cultura de l'antiguitat a la Gàl·lia. Per la seva carrera, així com per les seves obres, s'esforçà a perpetuar el llegat romà, si bé s'hagué de conformar en salvar els darrers vestigis d'aquesta cultura al servei d'un príncep bàrbar.
La col·lecció de poesia o Carmina està formada per tres panegírics, dos epitalamis, un elogi a dos ciutadans de Narbona, una descripció del castell de Lleonci a Burgas, entre altres composicions. Els seus poemes s'escriuen amb puresa llatina bastant acurada. La prosòdia és correcta, però són freqüents les al·literacions i l'ús de versos curts en composicions d'una certa llargària mostren la decadència de la poesia del període. L'ús excessiu de termes mitològics i al·legòrics i un ampli ventall de detalls fan tediosa la lectura. Les fonts d'inspiració són normalment Estaci i Claudià. Els defectes són compensats per les excel·lents descripcions (sobre l'aspecte dels pobles bàrbars, els paisatges, detalls de les intrigues de la cort romana...).
Aquestes descripcions són especialment destacables a les seves cartes o Epistulae. Aquestes han estat recollides en una col·lecció de nou llibres, agrupades per dates aproximades en cada volum. Estan escrites en prosa, tot i que algunes també inclouen composicions mètriques. Els models d'aquestes composicions de les quals pren de Símmac i de Plini el Jove. La gran majoria d'elles són cartes genuïnes, només foren retocades abans de la seva inserció en la col·lecció epistolar. Tenen un estil més marcat que els poemes, i contenen també paraules i expressions arcaiques, préstecs de cada període de la llengua llatina; Sidoni és molt difós, fa servir antítesis i jocs de paraules. És per tant una dicció artificial, on només altres habilitats del narrador compensen aquest defecte. Les cartes mostren una imatge única de l'època.
Una carta de Sidoni a Riothamus, rei dels britons (c. 460) és especialment interessant, ja que proporciona evidències d'un rei o cap militar associat a les illes britàniques, posterior a la retirada romana i en l'època aproximada en què molts especialistes situen l'origen de les llegendes artúriques.

## Veneració
Va morir en olor de santedat i deixant el record d'un bon bisbe: aviat va ser començat a ser venerat com a sant. Al Martyrologium Hieronymianum ja s'esmenta la commemoració de la seva memòria, i d'aquest passa al Martyrologium romanum, amb la data del 23 d'agost. A Aydat va tenir un culte especialment intens durant l'Edat mitjana. Enterrat a l'església de Sant Sadurní de Clarmont i traslladat a la de Sant Genís, el seu reliquari va ser destruït durant la Revolució francesa.
Llegendes posteriors van convertir el sant gal·loromà en un personatge dels temps evangèlics, cec que havia estat guarit pel mateix Crist, com narra l'Evangeli segons Joan al capítol 9. El personatge llegendari fou conegut com a Sidoni d'Ais.